# Ральф Фуді
Ральф Фуді (англ. Ralph Foody; 13 листопада 1928, Чикаго, Іллінойс, США — 21 листопада 1999, Лексингтон, Кентуккі, США) — відомим своєю роллю Джонні у популярних комедіях "Сам удома" (1990) та "Сам удома 2: Загублений у Нью-Йорку" (1992). 
Фуді розпочав свою кар'єру в театрі, де продемонстрував свій талант у різних постановках. Його характерна манера гри та харизма допомогли йому отримати ряд помітних ролей у кіно і на телебаченні. Після успіху в "Сам удома", він продовжував зніматися у фільмах, а також з'являвся в телевізійних шоу. 
Крім ролі Джонні, Ральф також відомий завдяки своїм роботам у таких проектах, як "Тридцяті роки" (1985) та "Слідопити" (1990). Упродовж своєї кар'єри він здобув визнання не лише за свої акторські здібності, а й за свою чуйність і дотепність у спілкуванні з колегами.

## Раннє життя
Ральф Уеслі Фуді народився 13 листопада 1928 року в Чикаго, штат Іллінойс. Виріс у родині з багатими культурними традиціями, що, безсумнівно, вплинуло на його подальший інтерес до мистецтва. З раннього віку він проявляв захоплення театром, а також виявляв талант у виконанні. 
Після закінчення школи, Фуді продовжив навчання в університеті, де здобув освіту в галузі драми. Під час навчання він брав участь у різних театральних постановках, що дозволило йому відточити свої акторські навички.
У 1950-х роках Ральф Фуді почав свою професійну кар'єру в театрі. Він виступав у численних театральних компаніях, включаючи ті, що спеціалізувалися на експериментальних постановках. Його роботи на сцені привернули увагу критиків, і незабаром він почав отримувати запрошення на зйомки в кіно та на телебаченні.
Фуді продовжував працювати у театральній сфері, але поступово його кар'єра переходила в кінематограф. Його особливий стиль гри та харизма зробили його популярним серед режисерів та продюсерів, що врешті-решт призвело до його знакових ролей у таких фільмах, як "Сам удома".

## Кар'єра
Ральф Фуді з'явився в кількох фільмах у 1980-х роках, серед яких був "Сирий угоду" з Арнольдом Шварценеггером та "Діллінджер" 1991 року, в якому також знявся актор Лоуренс Тірні, відомий своїми ролями гангстерів.
У 1990 році Фуді отримав одну з найзнаковіших ролей у своїй кар'єрі, зігравши гангстера Джонні у фільмі "Сам удома" та його сиквелі "Сам удома 2: Загублений у Нью-Йорку" у 1992 році. Як Джонні, Фуді з'являється в двох чорнобілих гангстерських фільмах всередині фільму, "Янголи з брудними обличчями" та його сиквелі "Ангели з ще бруднішими душами". Обидва фільми є пародією на класичний фільм 1938 року "Янголи з брудними обличчями" студії Warner Bros. Його фрази, такі як "Залиш здачу собі, брудна тварино" та “З Різдвом тебе, брудна тварино, і з Новим роком", стали культовими.
У "Сам удома 2: Загублений у Нью-Йорку" Фуді зіграв свою останню акторську роль. Спочатку планувалося, що він виконає роль персонажа на ім'я Снейкс, якого Джонні вбиває в першому "Ангели з брудними душами", а роль Джонні мав виконувати Майкл Гвідо. Однак, після операції на коліні Фуді не зміг зняти сцену смерті, в якій Снейкс падає на коліна, що призвело до зміни ролей.
Фуді також зіграв детектива Крейгі, алкоголіка та неуважного поліцейського з Чикаго у фільмі "Кодекс мовчання", а також поліційного диспетчера у "Брати Блюз". Він був відомий своєю неймовірною дотепністю та часто отримував прізвисько "Вітстер" на знімальному майданчику.
Після зйомок у "Сам удома 2: Загублений у Нью-Йорку" Фуді вирішив піти з акторської кар'єри. Він переїхав до Лексінгтона, штат Кентуккі, де прожив до кінця свого життя.

## Особисте життя
У приватному житті Ральф Фуді зберігав певну міру приватності, але відомо, що він був одружений, хоча деталі його сімейного життя не завжди були на виду у громадськості.

### Смерть
Ральф Уеслі Фуді помер 21 листопада 1999 року, всього через вісім днів після свого 71-го дня народження. Його смерть стала наслідком тривалої хвороби, про яку публіка не мала багато інформації.

## Фільмографія
| Рік  |    | Українська назва                    | Оригінальна назва              | Роль                 |
| ---- | -- | ----------------------------------- | ------------------------------ | -------------------- |
| 1992 | ф  | Сам удома 2: Загублений у Нью-Йорку | Home Alone 2: Lost in New York | Джонні, гангстер     |
| 1992 | ф  | Малюк                               | The Babe                       | людина з Піттсбурга  |
| 1992 | ф  | Відверта розмова                    | Straight Talk                  | портьє               |
| 1991 | ф  | Кучерява Сью                        | Curly Sue                      | бродяга              |
| 1990 | ф  | Сам удома                           | Home Alone                     | Джонні, гангстер     |
| 1990 | с  | Полум'я Габріеля                    | Gabriel's Fire                 | продавець            |
| 1989 | ф  | Жорстоке правосуддя                 | Cold Justice                   | Ерні                 |
| 1989 | ф  | Музична скринька                    | Music Box                      | брокер               |
| 1989 | ф  | Доставити за призначенням           | The Package                    | керівник будівництва |
| 1988 | ф  | Зрада                               | Betrayed                       | Лайл                 |
| 1988 | ф  | Над законом                         | Above the Law                  | федеральний клерк    |
| 1988 | ф  | Все навпаки                         | Vice Versa                     | швейцар              |
| 1986 | ф  | Нечесна угода                       | Raw Deal                       | капітан              |
| 1985 | ф  | Кодекс мовчання                     | Code of Silence                | детектив Крейг       |
| 1985 | с  | Леді у синьому                      | Lady Blue                      | капітан Флінн        |
| 1985 | тф | Леді у синьому                      | Lady Blue                      | Хоу                  |
| 1984 | тф | Втрачена честь Кетрін Бек           | The Lost Honor of Kathryn Beck |                      |
| 1981 | тф | Чиказька історія                    | Chicago Story                  | сержант Геспер       |
| 1980 | ф  | Брати Блюз                          | The Blues Brothers             | диспетчер поліції    |
| 1965 | ф  | Міккі один                          | Mickey One                     | капітан              |